# بروبيفينازون
بروبيفينازون (بالإنجليزية: Propyphenazone)

## الزمرة الدوائية
مسكنات الألم وخافضات الحرارة.

## الاستطباب
- تسكين آلام الصداع.
- آلام الأسنان.
- آلام الطمث.
- الآلام التالية للعمليات الجراحية.
- تخفيض الحرارة في الحالات المترافقة للحمى.

## مضادات الاستطباب
- فرط الحساسية تجاه الأسبرين أو غيره من مضادات التهاب غير الستيروئيدية.
- عوز خميرة G6PD.
- البرفيرية.
- الاضطرابات الكلوية الشديدة.
- الحمل.

## الآثار الجانبية
- غثيان.
- اضطرابات هضمية.
- طفح جلدي.

## تحذيرات
- الاضطرابات الكبدية الشديدة.
- الإرضاع.